# Persone di cognome Banks
| Questa pagina contiene informazioni ricavate automaticamente dalle voci biografiche con l'ausilio del template Bio e di un bot. L'aggiornamento è periodico e automatico e ricostruisce completamente la pagina. Se manca una persona in questa lista, sei pregato di non aggiungerla, ma accertati piuttosto che la sua voce biografica contenga il template Bio e che i dati anagrafici siano correttamente compilati. Se il template Bio manca, inseriscilo tu stesso o, in alternativa, metti l'avviso {{tmp\|Bio}} che ne segnala la mancanza. Se i dati riportati sono sbagliati, correggi direttamente la voce biografica; le modifiche saranno visibili in questa lista entro pochi giorni. Per chiarimenti vedi il progetto biografie. La lista contiene solo le 44 persone che sono citate nell'enciclopedia e per le quali è stato implementato correttamente il template Bio. Pagina aggiornata al 3 nov 2022. |

Questa è una lista di persone presenti nell'enciclopedia che hanno il cognome Banks, suddivise per attività principale.

## Attori(3)
- Jonathan Banks, attore statunitense (Washington, n.1947)
- Leslie Banks, attore e regista teatrale britannico (West Derby, n.1890 - Londra, † 1952)
- Perry Banks, attore canadese (Victoria, n.1877 - Santa Barbara, † 1934)

## Attori pornografici(2)
- Steven St. Croix, attore pornografico statunitense (Los Angeles, n.1968)
- Briana Banks, attrice pornografica statunitense (Monaco di Baviera, n.1978)

## Calciatori(4)
- Gordon Banks, calciatore inglese (Sheffield, n.1937 - Stoke-on-Trent, † 2019)
- Jimmy Banks, calciatore statunitense (Milwaukee, n.1964 - Milwaukee, † 2019)
- Steve Banks, ex calciatore inglese (Hillingdon, n.1972)
- Tommy Banks, ex calciatore inglese (Farnworth, n.1929)

## Cantanti(1)
- Paul Banks, cantante e chitarrista statunitense (Clacton-on-Sea, n.1978)

## Cantautori(1)
- Banks, cantautrice statunitense (Los Angeles, n.1988)

## Cestisti(5)
- Adrian Banks, cestista statunitense (Memphis, n.1986)
- Cedrick Banks, ex cestista statunitense (Chicago, n.1981)
- Gene Banks, ex cestista e allenatore di pallacanestro statunitense (Filadelfia, n.1959)
- George Banks, ex cestista statunitense (Rillito, n.1972)
- Sean Banks, ex cestista statunitense (New York, n.1985)

## Chimici(1)
- Robert Banks, chimico statunitense (Piedmont, n.1921 - † 1989)

## Drammaturghi(1)
- John Banks, drammaturgo inglese (n.1650 - † 1706)

## Entomologi(1)
- Nathan Banks, entomologo e aracnologo statunitense (Roslyn, n.1868 - Holliston, † 1953)

## Giocatori di baseball(1)
- Ernie Banks, giocatore di baseball statunitense (Dallas, n.1931 - Chicago, † 2015)

## Giocatori di football americano(6)
- Aaron Banks, giocatore di football americano statunitense (Alameda, n.1997)
- Tony Banks, ex giocatore di football americano statunitense (San Diego, n.1973)
- Brian Banks, ex giocatore di football americano statunitense (Los Angeles, n.1985)
- Carl Banks, ex giocatore di football americano statunitense (Flint, n.1962)
- Johnthan Banks, giocatore di football americano statunitense (Maben, n.1989)
- Chip Banks, ex giocatore di football americano statunitense (Lawton, n.1959)

## Modelli(1)
- Tyra Banks, supermodella, attrice e personaggio televisivo statunitense (Inglewood, n.1973)

## Naturalisti(1)
- Joseph Banks, naturalista inglese (Londra, n.1743 - Londra, † 1820)

## Ornitologi(1)
- Richard C. Banks, ornitologo e zoologo statunitense (Steubenville, n.1931)

## Ottici(1)
- Robert Banks, ottico inglese

## Piloti automobilistici(2)
- Warwick Banks, ex pilota automobilistico britannico (Spalding, n.1939)
- Henry Banks, pilota automobilistico statunitense (Croydon, n.1913 - Indianapolis, † 1994)

## Politici(2)
- Jim Banks, politico statunitense (Columbia City, n.1979)
- Nathaniel Banks, politico e generale statunitense (Waltham, n.1816 - Waltham, † 1894)

## Produttori discografici(1)
- Mike Banks, produttore discografico statunitense

## Rapper(4)
- Ant Banks, rapper e produttore discografico statunitense
- Azealia Banks, rapper e cantautrice statunitense (New York, n.1991)
- Lil Durk, rapper statunitense (Chicago, n.1992)
- Lloyd Banks, rapper statunitense (New Carrollton, n.1982)

## Scenografi(1)
- Lionel Banks, scenografo statunitense (Salt Lake City, n.1901 - Los Angeles, † 1950)

## Scrittori(2)
- Iain Banks, scrittore scozzese (Dunfermline, n.1954 - Kirkcaldy, † 2013)
- Russell Banks, scrittore e poeta statunitense (Newton, n.1940)

## Tastieristi(1)
- Tony Banks, tastierista, polistrumentista e compositore britannico (East Hoathly with Halland, n.1950)

## Tuffatori(1)
- Phoebe Banks, tuffatrice britannica (Leeds, n.2000)